# Tylogonus pichincha
Tylogonus pichincha là một loài nhện trong họ Salticidae.
Loài này thuộc chi Tylogonus. Tylogonus pichincha được María Elena Galiano miêu tả năm 1985.